# Weitlöcheriger Stielporling
Der Weitlöcherige oder Borstrandige Stielporling (Lentinus arcularius, Syn.: Polyporus arcularius), kurz auch Weitlöcheriger oder Borstrandiger Porling genannt, ist eine Pilzart aus der Familie der Stielporlingsverwandten. Die Art gehört innerhalb der Gattung der Sägeblättlinge zum Formenkreis um den Winter-Stielporling, ist mit diesem nahe verwandt und durch Übergangsformen verbunden. Nach Krieglsteiner stellt er möglicherweise nur eine wärmeliebende Form dieser Art dar. Genetische Studien zeigen allerdings deutlich die Berechtigung des Artrangs.

## Merkmale
Die Fruchtkörper der Art sind deutlich in Hut und Stiel gegliedert. Der flach gewölbte, manchmal eingedellte Hut ist kreisförmig, manchmal seitlich etwas eingedellt und 2–7 cm breit. Der Rand ist etwas eingerollt, scharf und fransig-borstig, woher der Name der Art rührt. Die ocker- bis hell- oder gelbbraune Oberseite ist mit feinen Schuppen bedeckt, wird bei älteren Exemplaren allerdings kahl. Der hellbraune, volle Stiel sitzt zentral oder etwas exzentrisch und ist zur Basis hin etwas verdickt. Die weißliche bis cremefarbige Unterseite ist mit wabenartigen, polygonal längsgestreckten Poren bedeckt, die etwas am Stiel herablaufen. Sie sind 1–2 mm lang und 0,5–1 mm breit.

## Artabgrenzung
Vom ebenfalls großporigen Waben-Stielporling unterscheidet sich der Weitlöcherige Porling durch etwas kleinere Poren und eine aus verdichteten Hyphen bestehende Lederschicht oberhalb der Röhren.

## Ökologie und Phänologie
Der Weitlöcherige Porling ist ein saprotropher Holzbewohner, der liegende, trockene Ästchen und Zweige verschiedener Laubhölzer besiedelt und im Holz eine Weißfäule verursacht. Er kommt vor allem in sommerwarmen, trockenen und lichtexponierten Stellen in Buchen- und Eichen-Hainbuchenwäldern, Auen, Robinien-Kiefern- und Kiefern-Eichenforsten sowie an Waldrändern und Hecken vor.
Die Fruchtkörper erscheinen vor allem im Mai.

## Verbreitung
Die Form ist bekannt aus Neuseeland, Australien, Nord- und Zentralafrika, Madagaskar, Nordasien, Mittel-, Süd- und Nordamerika, Süd- und Mitteleuropa. Eine genaue Abgrenzung des Areals ist durch die Übergänge zum Winterporling schwierig.

## Bedeutung
Der Weitlöcherige Porling ist kein Speisepilz, als Holzzerstörer ist er nicht von forstwirtschaftlicher Bedeutung.